# Sint-Jan Baptistkerk (Helkijn)

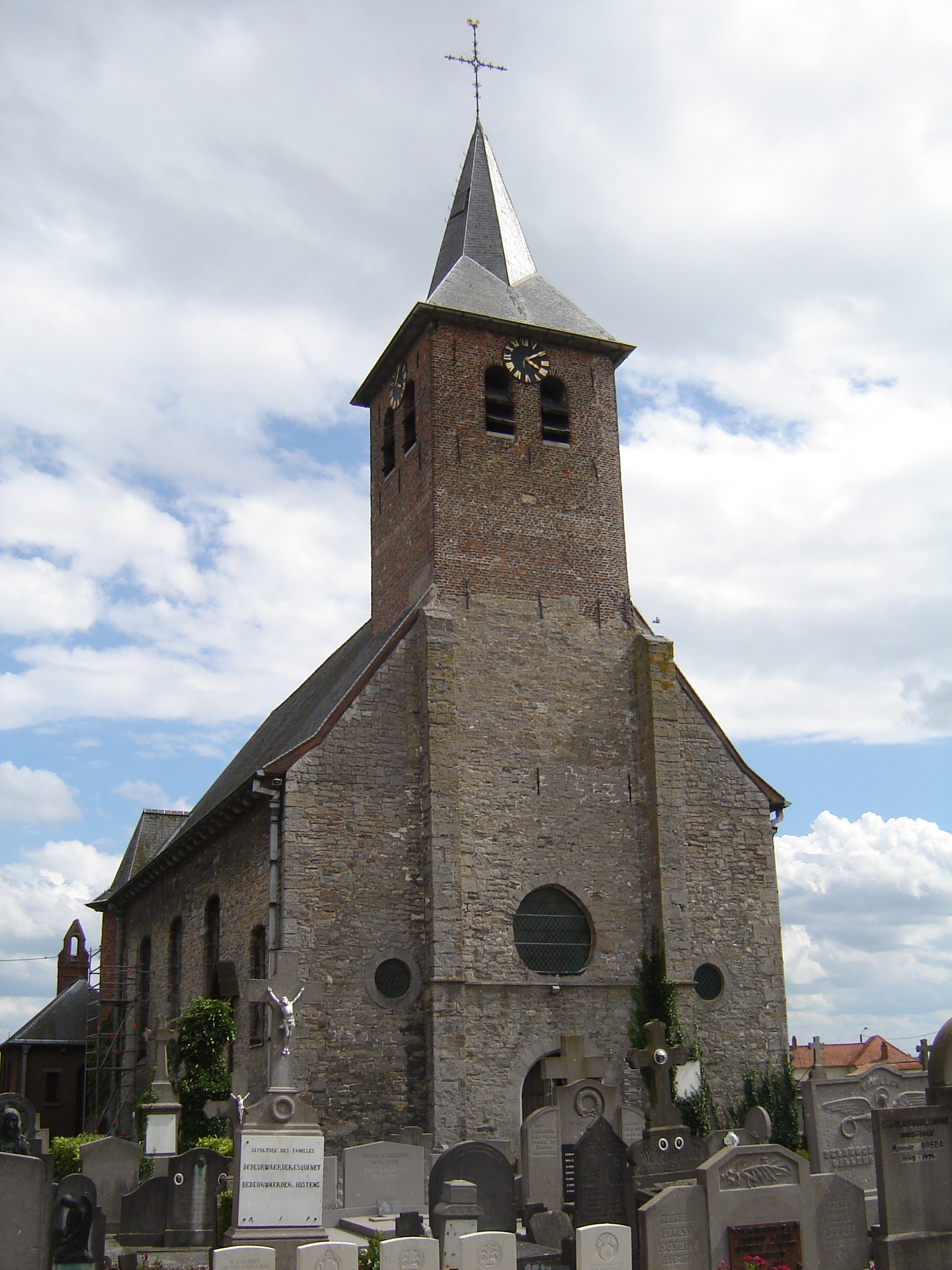
Sint-Jan Baptistkerk

De Sint-Jan Baptistkerk is de parochiekerk van de tot de West-Vlaamse gemeente Spiere-Helkijn behorende plaats Helkijn, gelegen aan het Gemeenteplein.

## Geschiedenis
Volgens sommigen zou er al in 650 een kerkje in Helkijn geweest zijn, dat gesticht zou zijn door Sint-Eligius. Een eerste schriftelijke aanwijzing van een kerk in Helkijn is van 988. Het patronaatsrecht is aan de Sint-Maartensabdij van Doornik en de kerk is eigendom van de bisschop van Doornik, evenals de dorpsheerlijkheid.
Omstreeks 1200 werd een romaanse kerk gebouwd en in de 17e eeuw werd deze kerk nog vergroot. Er werd een driezijdig koor aangebouwd. In 1686 werd tegen het koor aan de zuidkant een sacristie gebouwd. Op 8 september 1686 werd de kerk echter verwoest door brand. Van 1694-1705 werd aan een nieuwe kerk gebouwd in Doornikse steen, terwijl de behouden gedeelten, namelijk het koor, de zuidelijke sacristie, de kapellen en de westgevel, in baksteen waren uitgevoerd. Ook van Doornikse steen waren de delen van het romaanse bouwwerk, die nog bewaard bleven, zoals de ingang in de westgevel. In 1716 werd een bakstenen klokkentoren gebouwd.
In 1886 werd de noordelijke sacristie opgetrokken. In 1918 werd het dak en de sacristie zwaar beschadigd. Na de oorlog werd de kerk hersteld.

## Gebouw
Het betreft een eenbeukige kerk met ingebouwde westtoren en driezijdig afgesloten koor.

## Interieur
Het interieur wordt overkluisd door een bepleisterd tongewelf. De kerk bezit enkele 18e eeuwse grafzerken van hoogwaardigheidsbekleders. Er is een houten geschilderd en gedeeltelijk verguld hoofdaltaar, twee 19e-eeuwse zijaltaren, een 17e-eeuwse preekstoel en een 17e-eeuws schilderij, voorstellende de Prediking van Johannes in de woestijn.

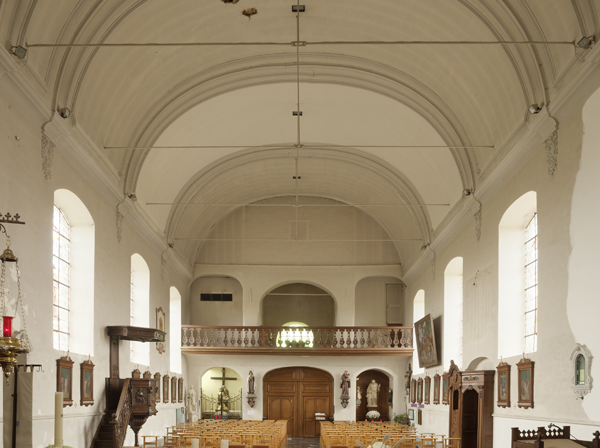
Interieur
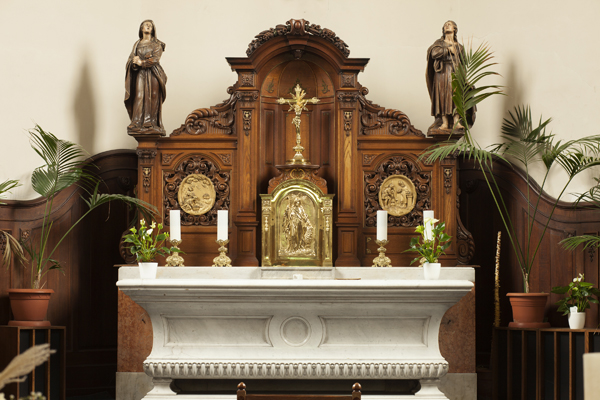
Altaar
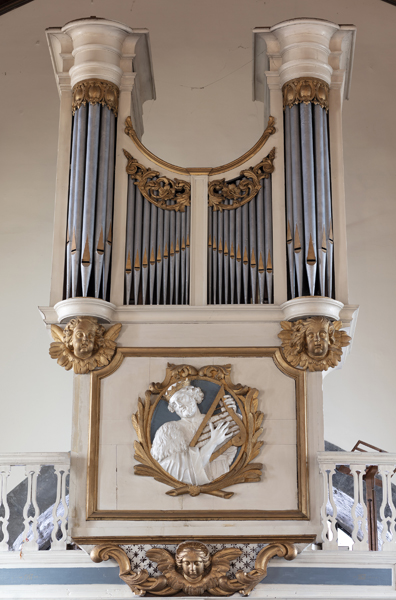
Orgel
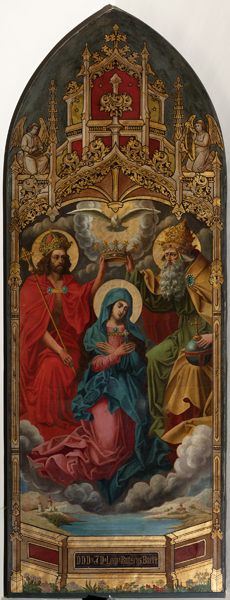
Schilderij
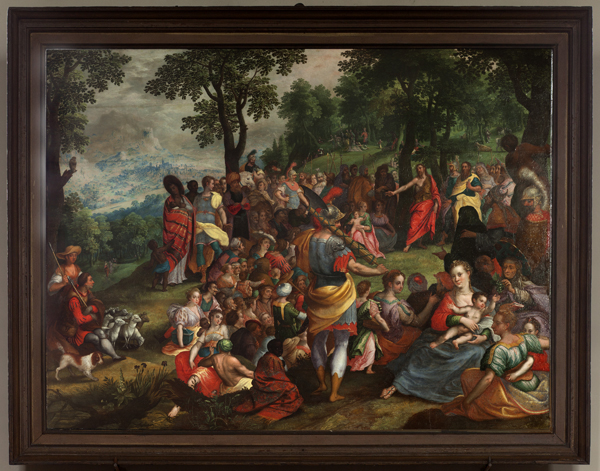
Prediking van Johannes de Doper
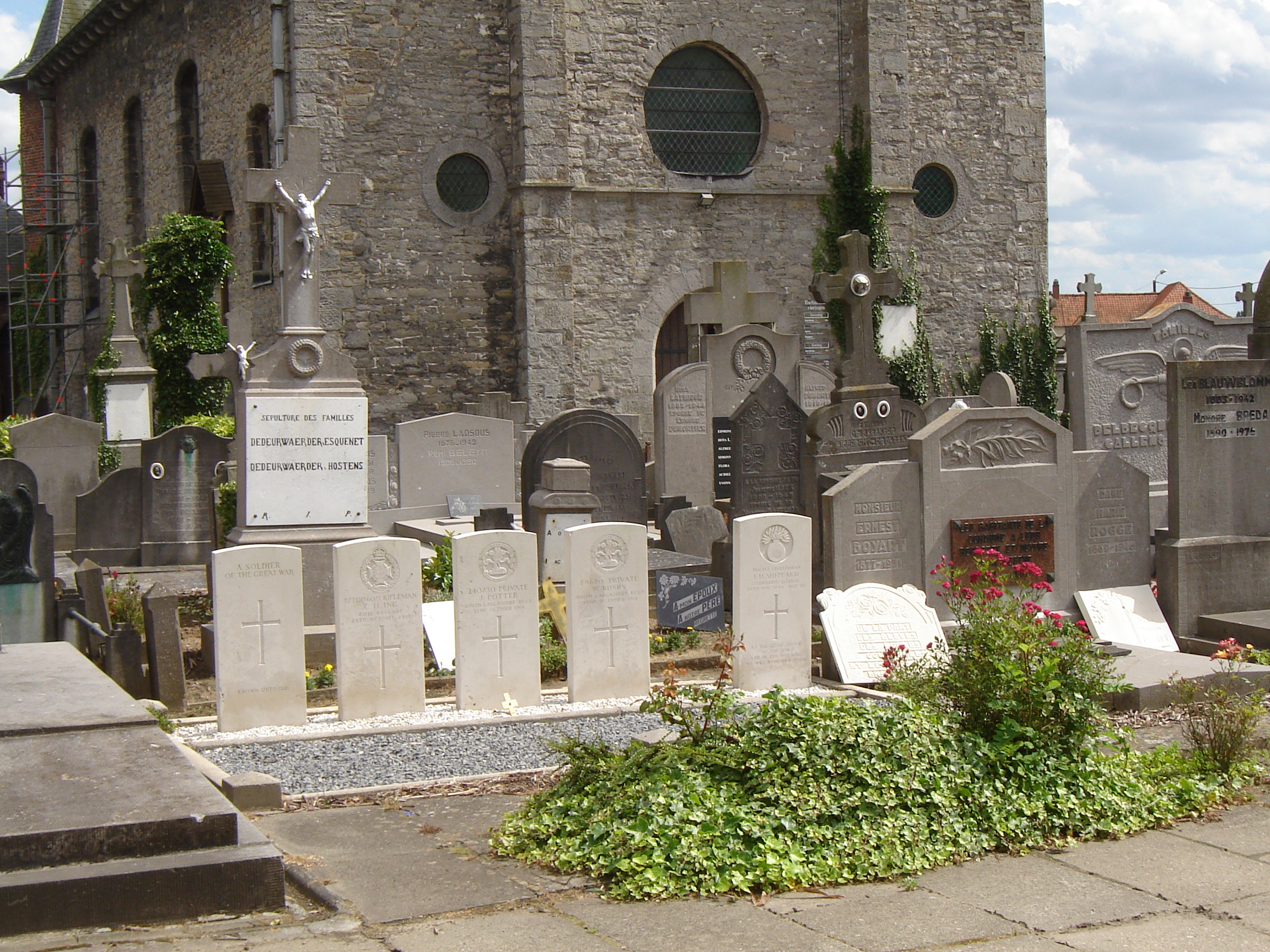
Kerkhof (met oorlogsgraven)